# Camarines Norte
Camarines Norte is een provincie van de Filipijnen. De provincie maakt deel uit van regio V (Bicol Region). De hoofdstad van de provincie is de gemeente Daet. Bij de census van 2015 telde de provincie ruim 583 duizend inwoners.

## Geschiedenis
Van 1573 tot en met 1829 vormden de provincie Camarines Norte en Camarines Sur een bestuurlijke eenheid genaamd Ambos Camarines. In de loop der tijd zijn de provincies een aantal keer gescheiden weer bij elkaar gevoegd: In 1829 werden ze gescheiden en in 1854 weer bij elkaar gevoegd. Hierna werden ze weer gescheiden om in 1893 weer samengevoegd te worden. Op 3 maart 1919 werd de provincie Camarines Norte echter definitief als zelfstandige bestuurlijke eenheid gecreëerd door wet 2809. De eerste gouverneur was Don Miguel R. Lukban.

## Geografie

### Topografie
De provincie wordt in het noorden begrensd door de Grote Oceaan, in het oosten door de San Miguel Baai, in het westen door de Lamonbaai en in het zuiden door de provincies Quezon en Camarines Sur. De totale landoppervlakte van de provincie is 2200,1 km², wat 12,4% van de totale Bicol regio is en 0,73% van het gehele Filipijnse oppervlakte.

### Bestuurlijke indeling
Camarines Norte bestaat uit 12 gemeenten. De grootste gemeente, met 503,6 km², is Labo en de kleinste met 46,8 km² is Talisay.

#### Gemeenten
| - Basud - Capalonga - Daet - Jose Panganiban - Labo - Mercedes | - Paracale - San Lorenzo Ruiz - San Vicente - Santa Elena - Talisay - Vinzons |

Deze gemeenten zijn weer verder onderverdeeld in 282 barangays.

## Demografie
Camarines Norte had bij de census van 2015 een inwoneraantal van 583.313 mensen. Dit waren 40.398 mensen (7,4%) meer dan bij de vorige census van 2010. Ten opzichte van de census van 2000 was het aantal inwoners gegroeid met 112.659 mensen (23,9%). De gemiddelde jaarlijkse groei in die periode kwam daarmee uit op 1,38%, hetgeen lager was dan het landelijk jaarlijks gemiddelde over deze periode (1,72%).

De bevolkingsdichtheid van Camarines Norte was ten tijde van de laatste census, met 583.313 inwoners op 2320,07 km², 251,4 mensen per km².

## Economie
De vier belangrijkste industrieën van de provincie zijn de sieradenindustrie, de giften en speelgoed industrie, ananasindustrie en de kokosnootindustrie.
Camarines Norte is een arme provincie. Uit cijfers van het National Statistical Coordination Board (NSCB) uit het jaar 2003 blijkt dat 55,5% (12.727 mensen) onder de armoedegrens leefde. In het jaar 2000 was dit 57,3%. Daarmee staat Camarines Norte 9e op de lijst van provincies met de meeste mensen onder de armoedegrens. Van alle 79 provincies staat Camarines Norte bovendien 8e op de lijst van provincies met de ergste armoede.

## Geboren in Camarines Norte
- Pablo Amorsolo (26 juni 1898), kunstschilder.